# Jean Beausire
Pour les articles homonymes, voir Beausire.
Jean Beausire est un architecte français né à Paris le 26 février 1651 et mort dans la même ville le 20 mars 1743.
Maître général triennal, contrôleur et inspecteur des bâtiments de la Ville de Paris pour Louis XIV et Louis XV. Il s'illustrera particulièrement dans la réalisation et la gestion d'un important programme des fontaines de Paris entre 1682 et sa mort à 92 ans. Son fils, Jean-Baptiste Augustin Beausire, reprendra sa charge.
Trois voies de Paris, toutes contigües dans le 4e arrondissement, portent le nom de Jean Beausire : la rue Jean-Beausire, l’impasse Jean-Beausire, et le passage Jean-Beausire à l'accès "privatisé".

## Biographie
Jean Beausire est le fils d'un maçon installé dans le quartier Saint-Séverin de Paris. En 1670, il se marie avec Marie Roman  de qui il aura huit garçons, mais cinq mourront en bas âge. Des trois restant, deux entreront dans les ordres et le dernier, Pierre, né en 1673, deviendra fontainier.
Sa première femme morte en 1679, Beausire se remarie rapidement avec Marie-Catherine Le Trotteur, fille d'un riche commerçant. Ils auront dix-neuf enfants dont bon nombre seront impliqués dans son entreprise de fontainier de la Ville de Paris, créant ainsi une véritable dynastie.
En 1681, il participe à des chantiers royaux comme la clôture du Palais-Royal ou la reconstruction de la fontaine Sainte-Avoye.
En 1683, avec l'aide de son riche beau-père, il achète la charge de « maître maçon de la Ville de Paris ». En 1690, il est nommé par Louis XIV « contrôleur des bâtiments de la Ville de Paris » en remplacement de Michel Noblet. En 1706, ces deux charges sont fusionnées et il devient « maître général, contrôleur et inspecteur des bâtiments de la Ville de Paris », responsable de toutes les fontaines de la ville. Il a dû payer 50 000 livres pour obtenir cette charge, mais elle lui assure un revenu fixe annuel de 2 500 livres et 2 500 livres en commissions.
Jean Beausire sera très actif. Parmi ses chantiers, outre son travail sur les fontaines, on trouve, en 1670, l'aménagement de l'emplacement des anciens remparts de Paris en promenades plantées d'arbres. En 1689, l'installation de la statue de Louis XIV devant l'hôtel de ville, puis des travaux sur la place Vendôme et la place des Victoires et la construction pour les Mousquetaires du roi d'un bâtiment rue de Charenton. Après l'incendie du Petit-Pont, il le reconstruit en 1718-1719. Il crée un nouveau quartier entre la rue des Filles-du-Calvaire et la rue du Temple. Il achève le chœur de l'église Saint-Benoît-le-Bétourné, commencé sur des dessins de Claude Perrault.
À la suite d'un arrêt du Conseil d'État, la corporation de la Maçonnerie va essayer de rédiger un projet d'organisation du métier d'entrepreneur en bâtiment et de normes techniques pour l'art de bâtir. Un premier projet, datant de 1694, a été initié par Jean Beausire, maître général triennal à Paris, magistrat à la Chambre royale des Bâtiments. Dans ce projet, près d'un quart des articles (33 sur 135) sont consacrés à l'art de bâtir.
Il est admis dans la première classe de l'Académie d'architecture en 1716. Il participe dans l'académie aux discussions sur les pratiques des maîtres maçons et des architectes.

## Réalisations et principaux projets

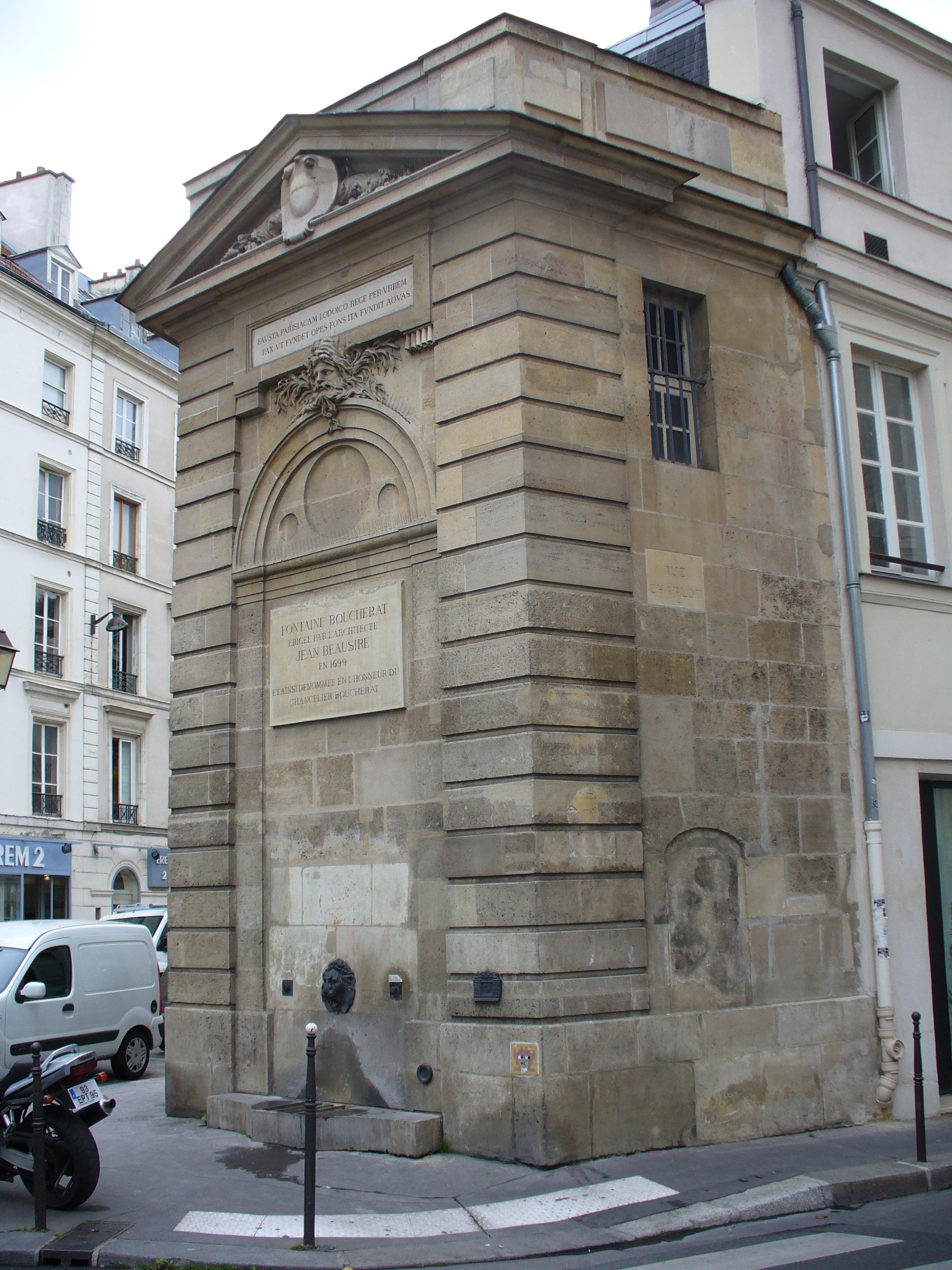
Fontaine Boucherat (1698)

Jean Beausire intervint sur de très nombreuses fontaines de Paris de son époque et en édifia une quinzaine de nouvelles. Selon l'historienne de l'architecture Isabelle Derens, « ...ses fontaines reflétaient son caractère, de sobres structures, sans ornementations inutiles; elles furent en fait d'utiles constructions urbaines, sans monumentalité excessive ni extravagance ».
Son travail porta sur les fontaines suivantes :
- Fontaine Saint-Avoye (reconstruction d'une fontaine antérieure) (1682)
- Fontaine Saint-Séverin, (reconstruction) (1685)
- Fontaine de l'Échaudé Richelieu (reconstruction) (1686)
- Fontaine Saint-Victor  (déplacement) (1686)
- Fontaine de Vendôme (1697)
- Fontaine Boucherat (1699)
- Fontaine Saint-Lazare (1699)
- Fontaine des Récollets (1700)
- Fontaine de Paradis ou fontaine du regard de Soubise (reconstruction d'une fontaine antérieure) (1705)
- Fontaine des Guillemites (1725)
- Fontaine Sainte-Catherine (reconstruction) (1707)
- Fontaine de Louis-le-Grand (1707)
- Fontaine du regard des Annonciades (1710)
- Fontaine de Saint-Martin (1712)
- Fontaine de Montmartre (1713-1715)
- Fontaine de Saint-Germain-des-Prés (1716-1720)
- Fontaine de la Petite-Halle, (1719)
- Fontaine de Basfroi, (1719)
- Fontaine Trogneux ou Fontaine de Charonne (1719)
- Fontaine de la Reine (reconstruction d'une fontaine antérieure) (1732)
- Fontaine Maubuée (reconstruction) (1733)

Fontaines de Beausire qui sont encore en place à Paris :
- Fontaine de la Reine, (1732) angle de la rue Saint-Denis et de la rue Greneta, 2e arrondissement.
- Fontaine de Paradis, fontaine du Chaume ou fontaine de Soubise, (1705), à l'époque, angle de la rue de Paradis et de la rue du Chaume, de nos jours, angle de la rue des Francs Bourgeois et de la rue des Archives 3e arrondissement
- Fontaine Colbert[4] (1708), 6 rue Colbert, 2e arrondissement.
- Fontaine des Guillemites, (1725), déplacée depuis dans le square des Blancs-Manteaux, 4e arrondissement.
- Fontaine Boucherat, (1698), angle des rue Charlot et rue de Turenne, 4e arrondissement.
- Fontaine Saint-Severin, (1685), angle de la rue Saint-Séverin et de la rue Saint-Jacques, 5e arrondissement.
- Fontaine de Basfroi, (1719), rue de Basfroi et rue de Charonne, 11e arrondissement.
- Fontaine de la Petite-Halle ou fontaine de Montreuil, (1719), angle de la rue du Faubourg-Saint-Antoine et de la rue de Montreuil, 11e arrondissement.
- Fontaine Trogneux ou fontaine de Charonne, (1719), angle de la rue de Charonne et de la rue du Faubourg-Saint-Antoine, 11e arrondissement
- Fontaine Maubuée, (1733), à l'origine à l'angle de la rue Saint-Martin et de la rue Maubuée, aujourd'hui à l'angle de la rue Saint-Martin et de la rue de Venise, 4e arrondissement

## Famille
Ses nombreux enfants contractèrent de fructueux mariages avec des familles d'architectes et construisirent ainsi une véritable dynastie d'architectes.
- Jean Beausire (1651-1743), marié à Catherine Le Trotteur (vers 1670-1716) ;
- Stéphane Beausire (né à Paris vers 1618), frère de Jean (1651-1743) et père de Simon (1648-1712), fonde la branche italienne des architectes Busiri Vici, toujours représentée en Italie.
  - Simon Beausire (Paris 1648- Rome 1712), père de Giovanni Battista Busiri (Rome 1698-1757, peintre vedutiste) et de Giulio Busiri (Rome 1687-1764), père de Gaspare Giuseppe Busiri, avec postérité jusqu'à aujourd'hui ;
  - Jean-Baptiste Augustin Beausire (1693-1764), architecte, marié en 1723 à Anne Carré, reprend la charge de maître général des bâtiments du Roi à Paris de son père, en 1738[6], puis la transmet, à l'occasion du mariage de sa fille Anne Charlotte Julie, en 1751 en survivance à son gendre Laurent Destouches (voir ci-dessous), mais la reprend en 1755 ;
    - Jean-Baptiste de Beausire (mort en 1762), ne reprend pas le métier de son père. Conseiller du roi, lieutenant du roi au grenier au sel, marié avec Jeanne Félicité Lamoureux de La Genetière (morte le 13 mai 1771) ;
      - Jean-Baptiste Toussaint de Beausire (né le 6 novembre 1761-mort le 3 février 1818)[7], écuyer, orphelin à 10 ans, mène une vie dissolue qui l'amène dans les maisons de correction où il a pu rencontrer Saint-Just. Après avoir dilapidé la moitié de sa fortune, le conseil de famille composé de Laurent Destouches, Pierre Payen, Pierre-Louis Moreau-Desproux, le fait interdire par un arrêt du Châtelet du 12 mai 1786. Il n'a désormais droit qu'à une rente de 4 000 livres. Pierre-Louis Moreau-Desproux tient des propos assez rudes contre son neveu que ce dernier n'oublie pas : il le dénonce pendant la Terreur. Toussaint de Beausire devient l'amant de Marie-Nicole Leguay qui est impliquée dans l'affaire du collier de la reine. En raison de sa ressemblance avec la reine Marie-Antoinette comtesse de La Motte lui avait demandé de jouer le rôle de la reine contre un paiement de 15 000 livres. Les amants s'enfuient à Bruxelles le 17 octobre 1785 mais reviennent en France le 2 novembre où ils sont enfermés à la Bastille. Le parlement de Paris met Marie-Nicole Leguay dite d'Oliva ou Dessigny hors de cause et de procès. Toussaint Beausire est libéré le 11 mars 1786. Marie-Nicole Leguay ayant eu un enfant de son amant, ils se marient peu après. Marie-Nicole Leguay porte plainte contre son mari le 19 janvier 1789. Elle meurt le 24 juin 1789. Toussaint de Beausire participe à la prise de la Bastille et marche sur Versailles le 5 octobre. Il se retire à Choisy-sur-Seine où il se remarie le 6 octobre 1791 avec Adélaïde Duport et où il est désigné procureur de la commune. Pamphlétaire, il est mêlé à la conspiration des prisons mais est acquitté en 1795. Jean-Baptiste de Beausire meurt le 3 février 1818, contrôleur des contributions du Pas-de-Calais ;

    - Anne Charlotte Julie Beausire, mariée en 1751 à Laurent Destouches, écuyer, seigneur de Mignaux, architecte, qui prend provisoirement la charge de maître général des bâtiments du Roi à Paris, de 1751 à 1755, en survivance de son beau-père Jean-Baptiste Augustin qui lui reprend cette charge en 1755 ; il est en outre notaire et secrétaire du Roi près la cour des Aides de Paris ;

  - Michelle Beausire (1695-????)
  - Geneviève Beausire (1696-????), mariée avec le greffier de l’Écritoire et des bâtiments de Paris, Antoine Charles CALLOU (1692-1748) avec lequel elle a six enfants ;
  - Jérôme Beausire (1709-1761), architecte ;
  - Louis Charles Beausire (????-1764) architecte ;
  - Catherine Angélique Beausire (1698-1774), mariée à Romain Moreau (né vers 1695) ;
    - Pierre-Louis Moreau-Desproux (1727-1794), dernier architecte de la Ville de Paris de l'Ancien Régime, maître général des bâtiments du Roi à Paris en 1763, mort guillotiné durant la Révolution, le 9 juillet 1794.

  - Élisabeth Marie Catherine Beausire (1700-????), mariée en 1717 avec Barthélemy Bourdet, l'un des architectes parisiens les plus en vue.
  - Denise Élisabeth Beausire (1701-????), mariée en 1724 avec Jacques Vinage (vers 1690-1735), architecte de 2e classe de l'Académie royale d'architecture en 1730.
  - Jérôme Beausire  (1708-1761) architecte
  - François Beausire (1710-????)

## Divers
- Trois voies de Paris portent son nom : la rue Jean-Beausire, le passage Jean-Beausire et l'impasse Jean-Beausire (supra).